# Hwad Behagas?
Hwad Behagas? var en skämttidning redigerad av Carl Michael Bellman och Olof Kexél som utgavs i åtta nummer under 1781. Tidningen trycktes av Anders Jacobsson Nordström och såldes i Johan Christoffer Holmbergs boklåda på Stora Nygatan i Stockholm. Tidningens första sex nummer bestod av åtta sidor i kvartoformat. De två sista numren omfattade fyra sidor vardera. Det totala omfånget var alltså 56 sidor i kvarto. Priset var en skilling per nummer.
Det första numret annonserades i Stockholms-Posten den 28 februari 1781 på följande sätt:
| ” | Twänne Författare, som tilförene hwar på sit sätt haft den lyckan at bidraga til Allmänhetens nöje, ärna äfven nu på nytt upwagta med sina arbeten; under titul af Hwad Behagar? äro de sinnade at utgifwa sina Ark twänne gånger i weckan och sker början dermed om Fredag. Prenumeration hwarken begäres eller emottages på denna deras Weckoskrift, utan köps hwarje Nummer särskildt i Holmbergs boklåda. | „ |

Fredagen den 2 mars utgavs alltså det första numret, sedan följde enligt kungörelser i Stockholms-Posten nummer 2 den 7 mars, nummer 3 den 12 mars, nummer 4 den 16 mars, nummer 5 den 21 mars, nummer 6 den 24 mars, nummer 7 den 30 mars och nummer 8 den 10 april. I det åttonde numret anges att nummer 9 skall ges ut nästkommande torsdag, men detta blev aldrig utgivet.
Upphovsmännen bakom tidningen var som framgår av citatet ovan anonyma, men deras identitet lär ha varit en illa dold hemlighet. Ett bevarat brev från Johan Henric Kellgren till Abraham Niclas Clewberg daterat samma dag som första numret, den 2 mars 1781, anger att Bellman och Kexél låg bakom skriften. Förutom originaltexter och översättningar av Bellman och Kexél ingår i nummer 6 dikten "Om ömheten", som tillskrivits Bengt Lidner.

## Nyutgivning
Flera nyutgåvor har gjorts av tidningen. Den första utgavs av Per Adolf Sondén 1831, men var inte helt trogen originalet. Bland annat är nummerindelningen inte bevarad och en del omkastningar och andra ändringar har gjorts. Lagom till hundraårsjubileet 1881 producerade Christoffer Eichhorn en källtrogen och kommenterad utgåva. I Bellmanssällskapets standardupplaga av Bellmans skrifter utgavs tidningen 1999 som en del av den 18:e volymen. Sällskapets medlemsblad har också lånat sitt namn av tidningen.